# 运输联足球俱乐部
運輸聯足球俱樂部（Transport United） 是不丹足球俱乐部，位于首都廷布。球队创建于2000年。

## 球队荣誉
- 不丹足球甲级联赛: 5次

2004、2005、2006、2007、2017

## 外部連結
- Transport United page - the-afc.com （页面存档备份，存于）